# Homelský rajón
Homelský rajón (bělorusky Гомельскі район, ukrajinsky Гомельський район, rusky Гомельский район) je územně-správní jednotkou na východě Homelské oblasti v Bělorusku. Administrativním centrem rajónu je město Homel (bělorusky Гомель, rusky Гомель).

## Správní struktura
Dnes v rajónu existuje 20 obecních rad a 1 městská rada — Boľšjevikskij
- Azdělinskij selsovet
- Bobovičskij selsovet
- Grabovskij selsovet
- Dolgoljesskij selsovet
- Jerjeminskij selsovet
- Zjabrovskij selsovet
- Krasněnskij selsovet
- Markovičskij selsovet
- Pokoljubičskij selsovet
- Priborskij selsovet
- Pribytkovskij selsovet
- Rudnja-Marimonovskij selsovet
- Těrjeničskij selsovet
- Těrješkovičskij selsovet
- Těrjuchskij selsovet
- Ulukovskij selsovet
- Urickij selsovet
- Čjonkovskij selsovet
- Čjerjetjanskij selsovet
- Šarpilovskij selsovet

## Geografie
Rozloha rajónu je necelých 1 956 km². Území rajónu převážně pokrývají nížiny, většina se nachází na hranicích Homelského Polesí jako Dněprská nížina, v severozápadní části se rozkládá Čačerská rovina. Celkem 93 % území rajónu se nachází v průměrné nadmořské výšce 120-140 metry nad mořem. Nejvyšší bod měří 160 m (bod na východě od vesnice Zjabrovka), nejnižší měří 111 m (řeka Sož).
Na území rajónu se nachází 52 rašelinišť s celkovými zásobami 9 520 000 tun rašeliny, největšími bažinami jsou Vodopoj, Kobyljanskaje, Žjerjebno-Pošadinoje. Dále jsou zde 2 naleziště hlíny — Budisčanskoje a Jerjominskoje a 4 ložiska písku — Budisčanskoje, Osovcovskoje, Gadičjevskoje a Jerjominskoje.
Hlavní řekou je Sož, která protéká od severovýchodu k jihu, levými přítoky jsou Ipuť, Horopuť, Těrjucha, Uť, Němyľnja, Bykovka a pravými přítoky řeky Uzu a Ivoľku. Hustota říční sítě je 0,35 km/km². Délka odvodňovací sítě je 6 500 kilometrů.